# ألان رامزي (دبلوماسي)
ألان رامزي (بالإنجليزية: Allan Ramsay)‏ هو دبلوماسي بريطاني، ولد في 19 أكتوبر 1937.